# Tornado (album)
Tornado è il quinto album in studio del gruppo di musica country statunitense Little Big Town, pubblicato nel 2012 dalla Capitol Nashville.

## Tracce
1. Pavement Ends – 2:31
2. Pontoon – 3:35
3. Sober – 3:15
4. Front Porch Thing – 3:26
5. Your Side of the Bed – 3:41
6. Leavin' in Your Eyes – 3:13
7. Tornado – 3:43
8. On Fire Tonight – 3:12
9. Can't Go Back – 3:43
10. Self Made – 4:08
11. Night Owl – 3:45

## Formazione
- Karen Fairchild
- Kimberly Roads Schlapman
- Phillip Sweet
- Jimi Westbrook